# RHB BDeh 3/6
Der BDeh 3/6 ist ein Gelenktriebwagen der Rorschach-Heiden-Bergbahn (RHB), die heute zu den Appenzeller Bahnen gehört. Der Triebwagen ist das erste Niederflur-Fahrzeug der RHB und wurde 1998 in Betrieb genommen.

## Technisches
Der Triebwagen ist eine Einzelanfertigung und wurde von Stadler in Bussnang hergestellt. Er besitzt einen zweigeteilten Wagenkasten mit mittigem Jakobsdrehgestell. Der Wagenboden ist nur zwischen den Drehgestellen abgesenkt. Der elektrische Teil entspricht weitgehend dem GTW 2/6, wobei im Gegensatz zum GTW kein Zugkraftcontainer benutzt wird, stattdessen ist er im talseitigen Ende des Triebwagens untergebracht. Jedes Drehgestell besitzt eine talseitige Triebachse und eine bergseitige Laufachse, der Adhäsionsantrieb wird im Zahnradbetrieb abgekuppelt. Das Fahrzeug ist mit einer Funkfernsteuerung ausgerüstet, was dem Lokomotivführer erlaubt, das Fahrzeug auch vom allfällig mitgenommenen Vorstellwagen aus zu bedienen.
Das Fahrzeug erreicht im Adhäsionbetrieb 70 Kilometer pro Stunde. Diese verhältnismässig hohe Geschwindigkeit kann aber kaum benutzt werden, da die Fahrzeuge infolge des tiefliegenden Zahnradantriebes nur die Strecke Rorschach Hafen–Rorschach-Heiden befahren dürfen: Nur da sind die Zugsicherungsmagnete genügend tief abgesenkt. Im Zahnradbetrieb beträgt die Höchstgeschwindigkeit 35 Kilometer pro Stunde, dabei darf eine Vorstelllast von 55 Tonnen befördert werden.